# Santa Llúcia de Tragó
Santa Llúcia de Tragó és un monument del municipi de Peramola (Alt Urgell) protegit com a bé cultural d'interès local. És l'església parroquial de Tragó i de Nuncarga.

## Descripció
Església d'una sola nau amb capçalera trilobulada, amb un absis central i dues absidioles. La nau és coberta amb volta de canó reforçada per arcs torals que arrenquen de pilastres adossades als murs. A ponent hi ha un espai que sembla un cor o tribuna elevada que és un element singular en l'arquitectura d'aquesta època. Al centre de cada absis hi ha una finestra de doble esqueixada. A la façana de ponent hi ha una altra finestra de les mateixes característiques. La porta s'obre a la façana sud, amb un arc adovellat.
El campanar d'espadanya, d'un sol ull, és situat a la façana de ponent i sembla d'època posterior a la construcció de l'església.
La capçalera presenta decoració d'arcuacions llombardes entre lesenes. Les parets de la nau estan sobrealçades i es conserven lloses del ràfec de la primitiva coberta que sobresurten de la paret.
L'aparell és de carreus petits i regulars, col·locats formant filades. Les absidioles abracen les cantonades del cos de la nau.
Es tracta d'una mostra de romànic llombard propi del segle xi.

## Història
Les referències històriques sobre l'església de Santa Llúcia de Tragó són mínimes. A la relació de la dècima del bisbat d'Urgell de 1279, dins del deganat d'Urgell, hi figura l'església de Drago.
Aquesta església ha estat sota diferents advocacions al llarg del temps. Inicialment havia estat dedicada a Santa Maria del Pla de Tragó, a inicis del segle XX n'era titular Nostra Senyora del Roser.
Havia estat església parroquial i tenia com a annexes Sant Nicolau de Nuncarga i Sant Climent de Cal Sala de Nuncarga. Actualment és sufragània de l'església parroquial de Peramola.
Fou restaurada durant els anys 80 del segle xx.